# Koncepce tří světů
Koncepce tří světů Johna Ecclese, neurofyziologa a nositele Nobelovy ceny a filozofa K. R. Poppera má napomoci k lepšímu porozumění vztahu přímé a nepřímé sociální komunikace.
S Koncepcí třetího světa přišel Popper koncem 60. let 20. století. Koncepce tří světů má následující schematickou podobu:
- Svět 1 je světem fyzických objektů a stavů, světem atomů, molekul, neuronů a jejich vztahů; tedy světem, který studují např. fyzika, chemie, biologie apod.
- Svět 2 je světem stavů vědomí, myšlenkových (mentálních) stavů, je to svět duševních obsahů, toho, co víme (znalostí) a cítíme (emocí), je prožíváním světa 1.
- Svět 3 je světem objektivního (tj. znakovou soustavou objektivizovaného) obsahu myšlení, především obsahu zaznamenaných vědeckých idejí a uměleckých děl. Svět 3 vyrůstá ze světů 1 a 2, ale jakmile vznikne nějaká jeho nová část (např. kniha, záznam na CD-ROM apod.) stane se na světech 1 a 2 nezávislá a začne žít ve společnosti svým samostatným životem.

Svět 1 se buduje od našeho početí a zřetelněji pak od narození v našem mozku v důsledku dědičnosti. Je mnoho náznaků toho, že část struktur našeho osobního fondu se dědí.
Už před narozením dítěte se dítě učí od světa 2 matky, po narození i otce, popř. sourozenců, prarodičů a dalších nejbližších bytostí z jeho okolí. Na ně a na dítě pak působí celé prostředí, v němž žije. Informace, které dítě (a později i dospělý) přijímá, aby jimi obohatilo svůj osobní fond, nelze ovšem omezit jen na znakové kulturní informace, které si postupně osvojuje tím, že se naučí rozumět obrazu, naučí se mluvit, číst a psát, rozumět hudbě atd. Od narození by se mělo dítě učit naslouchat i hlasu přírody, komunikovat s ní neverbálním způsobem.